# Volgren
Volgren — австралийская фирма, производящая автобусные кузова. До недавнего времени фирма принадлежала компании «Volvo», снабжая шведские шасси кузовами для австралийского рынка. Теперь «Volgren» изготовляет автобусы на различных шасси для Австралии, а также на экспорт.

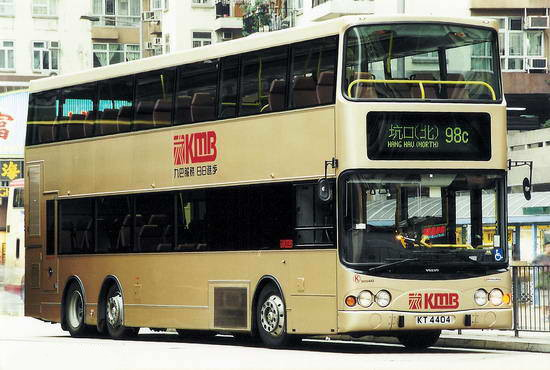
Volgren на шасси Volvo

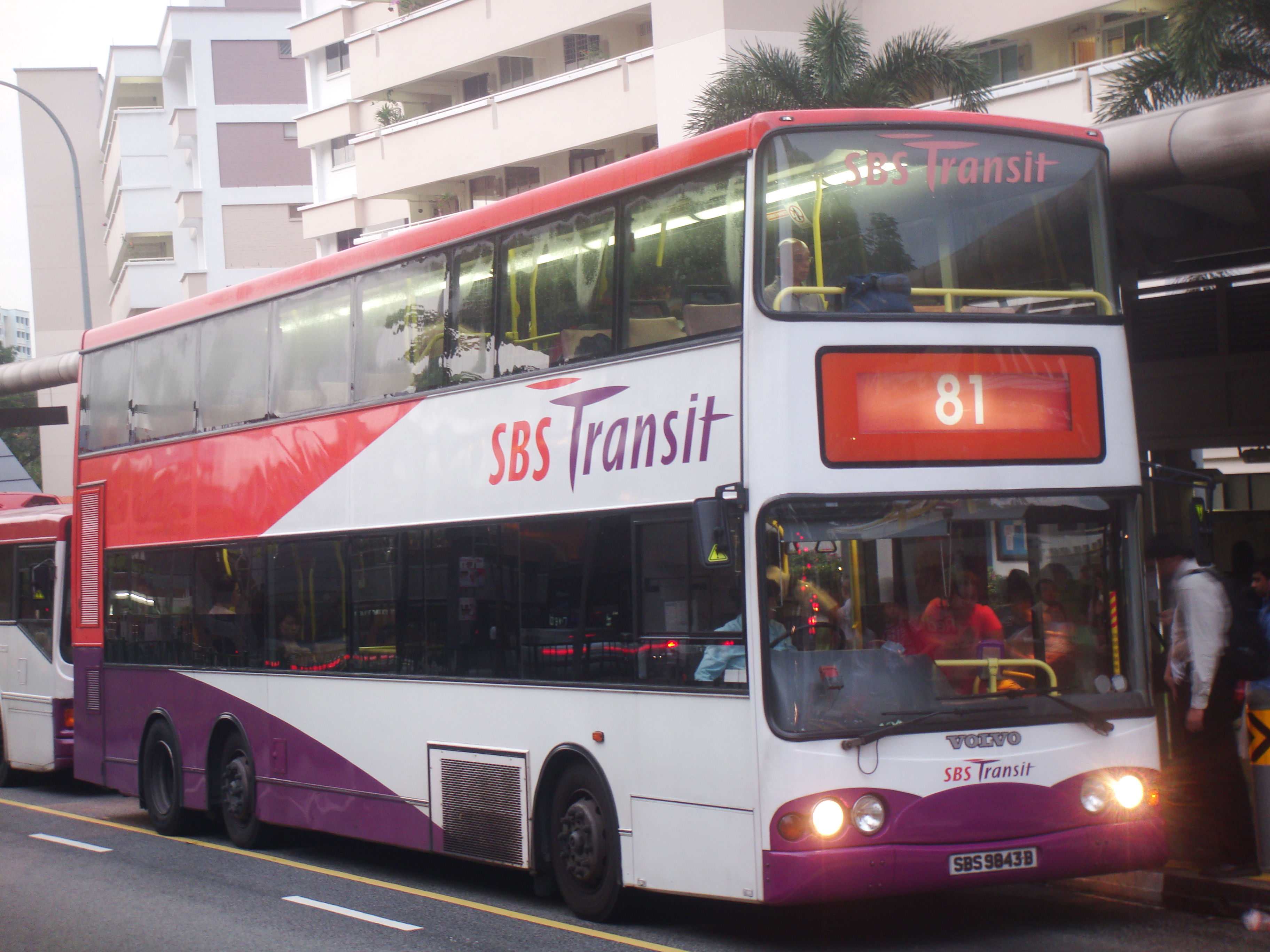
Volgren на шасси Volvo

«Volgren» была основана в 1977 году и в настоящее время является крупнейшей компанией по производству автобусов в Австралии. Ежегодно производится около 300 автобусов, что составляет около 35 % всего австралийского рынка.
Несмотря на то, что годовой оборот компании достиг $75 млн, «Volgren», по большей части, остаётся семейной компанией.
«Volgren» занимается производством автобусов с низким порогом.
Основными клиентами компании являются автобусные операторы «Grenda Transit», «Kefford Corp» и «Dyson».
В настоящее время в компании «Volgren» занято около 250 человек.
Volgren имеет свои предприятия в австралийских городах Данденонг (штат Виктория) и Малага (штат Западная Австралия) и в Новой Зеландии.
В Гонконге эксплуатируются автобусы с кузовом «Volgren» на шасси Volvo B10TL, Volvo B9TL, MAN 24.350, MAN 24.310, Scania K94UB.
В Сингапуре на шасси Volvo B10BLE, Scania L94UB, Mercedes O 405, Hino, Dennis — также работают
автобусы с кузовом Volgren.
Продукцию компании можно встретить также в Малайзии, Японии и других странах Азиатско-Тихоокеанского
региона.

## Модели автобусов
- CR221/CR221L/CR221LD
- CR222L
- CR223L/CR223LD
- CR224L
- CR225L
- CR226L
- CR227L
- CR228L